# Cattedrale di Baguio
La cattedrale di Nostra Signora della Riconciliazione (in filippino: Katedral ng Mahal na Ina ng Pagbabayad-sala), conosciuta anche come Cattedrale di Baguio, è il principale luogo di culto della città di Baguio, Cordillera, in Filippine, sede vescovile dell'omonima diocesi.